# Max Wegner (Unternehmer)

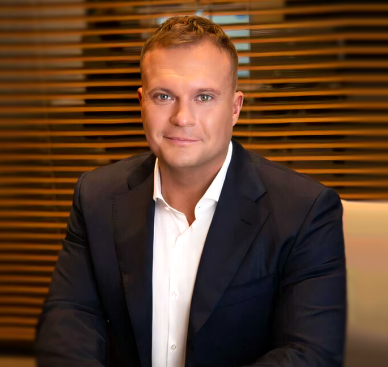
Max Wegner (2020)

Max Wegner (* 14. Januar 1987 in Angarsk, Russische SFSR als Maksim Samov) ist ein deutscher IT-Unternehmer sowie Gründer und Geschäftsführer für Business Development (CBDO) der Autodoc GmbH. Autodoc ist ein Onlineshop für Pkw-, Lkw- und Motorrad-Ersatzteile, -zubehör und -ausrüstungen, mit einem Umsatz von über 830 Mio. Euro im Jahr 2020. 

## Leben
Max Wegner wurde als Maxim Samov geboren, kam 2002 als Kind mit seinen Eltern nach Deutschland und ging in Berlin zur Schule. 2008 gründete er zusammen mit zwei Partnern, Vitalij Kungel und Alexej Erdle die Autodoc GmbH, einen Onlineshop für Pkw-, Lkw- und Motorrad-Ersatzteile.
Wegner ist als Geschäftsführer für Business Development (CBDO) für Organisation, Strategie und Planung verantwortlich. Er lebt in Berlin, wo sich der Hauptsitz von Autodoc befindet. Er leitet mehrere Büros in Deutschland (Berlin), Moldau (Chișinău) und in der Ukraine (Kiew, Odessa, Charkiw).
Er reist viel und ist Teilnehmer von „7 Gipfel“ und Extrem-Expeditionen wie „Transformator Travel. Taiga. Survival“. Er hat u. a. die Gipfel von Elbrus (Kaukasus) und Giluwe (Papua-Neuguinea) bestiegen. 
Wegner ist verheiratet und hat zwei Kinder, einen Sohn und eine Tochter.

## Wohltätigkeit
Wegner unterstützt zahlreiche wohltätige Stiftungen („Monster Corporation“, „Gutherziges Mittagessen“) und Sportler wie z. B. den jüngsten Profi-Rennfahrer der Ukraine Makar Zheleznyak sowie die MMA-Kämpfer Askar Mozharov und Olena Kolesnyk.